# Berlevåg
Berlevåg är den enda tätorten i Berlevågs kommun i Finnmark fylke i norra Norge. Orten ligger vid fylkesväg 890 vid Barents hav. Den utgör kommunens centralort.